# Hannah Montana (sezonul 4)
Al patrulea și ultimul sezon al serialului Hannah Montana (numit Hannah Montana Forever) a avut premiera pe 11 iulie 2010 în USA și 18 septembrie 2010 în România pe Disney Channel. Producerea sezonului a început pe 18 ianuarie 2010 și s-a terminat pe 14 mai 2010. Este singurul sezon al serialului care a fost filmat în high definition.

## Secvența de început
Pentru sezonul patru, creditele de început  sunt aceleași din sezonul trei cu revizii minore. Numele (în afară de cel al lui Mitchel Musso deoarece personajul său a devenit unul secundar) apar pe o bandă mișcătoare cum vezi la cinema, prezentând un font diferit. În secvență se mai schimbă clipurile din episoade, apărând numai cele din sezonul 4. Este folosită aceeași versiune a melodiei "The Best of Both Worlds" din sezonul trei; imaginile din concert sunt tot aceleași din sezonul trei, numai că este folosit un panou verde pentru a arăta lookul actual al lui Hannah. Numele creatorilor apare în ultima parte a clipului. Este prezentă o nouă versiune a schimbării din Miley în Hannah. La sfârșit, versiunile "shhh" și "râset" sunt schimbate, transformându-se dintr-un clip, în două clipuri.

## Distribuție
În sezonul 4, Mitchel Musso nu mai este un personaj principal; el apare însă doar ca personaj secundar. Pe 3 martie 2010 sunt indeficați câțiva invitați speciali. Sunt incluși Ray Liotta, Angus T. Jones, Sheryl Crow, John Cena, Iyaz, Jay Leno, Gildart Jackson și Christine Taylor. Alt rol care a fost introdus este iubita lui Jackson, interpretată de Tammin Sursok.

## Muzică
"Are You Ready (Superstar)", "Ordinary Girl", "I'm Still Good", "Need a Little Love", "Been Here All Long" și "Que Sera" sunt folosite pentru a promova sezonul 4 din Hannah Montana. Coloana sonoră a fost lansată pe 19 octombrie 2010.

## Lansare internațională
Disney Channel Asia va prezenta un sneek peek dintr-un episod pe 9 august 2010, ca parte din Superstar Monday Lineup. Sezonul va avra premiera pe 13 august pe Disney Channel America Latină. În Japonia, a avut premiera pe 3 septembrie 2010, pe Disney Channel Japonia. În Grecia și Europa Centrală premiera va avea loc pe 18 septembrie 2010 pe Disney Channel Grecia și Disney Channel CET.

## Episoade
- Sezonul a fost filmat din 18 ianuarie 2010[4] - 14 mai 2010[13]